# Denis Fégné
Denis Fégné, né le 31 juillet 1960 à Castelsarrasin, est un homme politique français, membre du Parti socialiste.

## Biographie
Denis Fégné a été élu conseiller municipal d'Ibos, dans les Hautes-Pyrénées en 2008, et devient maire de la commune le 16 mars 2013. Il est réélu en 2014 et en 2020.
Denis Fégné est parallèlement élu vice-président chargé des finances du Grand Tarbes à partir de 2014 puis de la communauté d'agglomération Tarbes-Lourdes-Pyrénées depuis 2017.
Il occupait également les fonctions de président du centre de gestion de la fonction publique territoriale des Hautes-Pyrénées depuis 2014. 
Il a été le suppléant de Viviane Artigalas lors des élections sénatoriales de 2017 dans les Hautes-Pyrénées, ainsi qu'à celles de 2023. 
Candidat du Parti socialiste investi par le Nouveau Front populaire dans la 2e circonscription des Hautes-Pyrénées pour les élections législatives anticipées de 2024, il est élu au second tour avec 51,72 % des voix face au candidat du Rassemblement national Olivier Monteil, et succède ainsi à Benoit Mournet du parti présidentiel.
Il fait partie du groupe socialiste et apparentés à l’assemblée nationale et siège à la commission du développement durable et de l'aménagement du territoire.
Il est aussi président du groupe d’études sur le thermalisme. 

## Synthèse des résultats électoraux

### Élections municipales
| Année | Commune | 1er tour | 1er tour    | 1er tour | 1er tour | 1er tour | Sièges  |
| Année | Commune | Liste    | Liste       | Voix     | %        | Rang     | Sièges  |
| ----- | ------- | -------- | ----------- | -------- | -------- | -------- | ------- |
| 2013  | Ibos    |          | inconnue    | 18       | 100      | 1er      | 23 / 23 |
| 2014  | Ibos    |          | PS-PCF-EÉLV | 1 047    | 100      | 1er      | 23 / 23 |
| 2020  | Ibos    |          | PS          | 749      | 100      | 1er      | 23 / 23 |

### Élections législatives
| Année | Parti | Parti | Circonscription        | 1er tour | 1er tour | 1er tour | 2d tour | 2d tour | 2d tour |
| Année | Parti | Parti | Circonscription        | Voix     | %        | Rang     | Voix    | %       | Issue   |
| ----- | ----- | ----- | ---------------------- | -------- | -------- | -------- | ------- | ------- | ------- |
| 2024  |       | PS    | 2e des Hautes-Pyrénées | 17 055   | 28,09    | 2e       | 29 345  | 51,72   | Élu     |